# Ethmiinae
Sous-famille
Les Ethmiinae sont une sous-famille de lépidoptères (papillons) de la famille des Depressariidae.

## Systématique
La classification de ce taxon a beaucoup évolué : il a été décrit en tant que famille appelée Ethmiidae, puis certains auteurs l'ont classé comme une sous-famille au sein de la famille des Oecophoridae ou de celle des Elachistidae.
Depuis 2014, il est classé dans les Depressariidae.

## Liste des genres
Selon FUNET Tree of Life (14 avril 2020) :
- Agrioceros Meyrick, 1928
- Betroka Viette, 1955
- Erysiptila Meyrick, 1914
- Ethmia Hübner, [1819]
- Macrocirca Meyrick, 1931
- Pseudethmia Clarke, 1950
- Pyramidobela Braun, 1923
- Sphecodora Meyrick, 1920